# Thomisus stigmatisatus
Thomisus stigmatisatus är en spindelart som beskrevs av Charles Athanase Walckenaer 1837. Thomisus stigmatisatus ingår i släktet Thomisus och familjen krabbspindlar. Inga underarter finns listade i Catalogue of Life.